# رافال روتا
رافال روتا (بالبولندية: Rafał Ruta)‏ هو لاعب كرة قدم بولندي في مركز الوسط، ولد في 24 أكتوبر 1972 في فيالون في بولندا. لعب مع بولونيا وارسو وليخيا غدانسك.